# Anežka Ebertová
Anežka Ebertová, roz. Kubištová (16. května 1923 Opočno – 27. ledna 2009 Praha) byla česká teoložka, publicistka, duchovní Církve československé husitské, profesorka Husovy československé bohoslovecké fakulty v Praze.

## Život
V letech 1936–1942 navštěvovala reálné gymnázium v České Třebové, poté byla tři roky pracovnicí Okresní péče o mládež v Hradci Králové. Po válce nastoupila v říjnu 1945 do bohoslovecké koleje CČS v Praze-Dejvicích a na znovu otevřenou Husovu československou evangelickou fakultu bohosloveckou (HČEFB). Studium si odborně rozšířila (1949–1950) na Pedagogické fakultě Univerzity Karlovy v Praze. Studium na HČEFB zakončila státní zkouškou v roce 1949, téhož roku v září přijala kněžské svěcení a uzavřela sňatek s Jaroslavem Ebertem (ovdověla po devíti letech).
Za asistentku byla ustanovena v roce 1950 již na samostatné Husově československé bohoslovecké fakultě, nejprve při katedře společenských nauk, později praktické teologie. Doktorkou teologie byla prohlášena roku 1952, docentkou a vedoucí katedry sociální teologie 1956, profesorkou se stala od 1. 6. 1964.
Byla členkou mezinárodních ekumenických grémií a pracovních skupin, kde byla uznávána jako odbornice pro témata sociální angažovanost křesťanů a církví i k otázkám společenského a veřejného života, včetně problematiky žen. V domácím ekumenickém prostředí v osmdesátých letech minulého století zastávala funkci tajemnice Ekumenické rady církví v ČR a po celý život byla výraznou autorskou tváří periodik CČSH. Svou fakultní činnost završila v roce 1990, ale v následujícím roce ještě přijala službu farářky v náboženské obci Praha-Vyšehrad / Podolí. Tam také doslova „při oltáři“ jako šestaosmdesátiletá zemřela.

## Dílo

### Knihy a skripta
- Úvod do sociální theologie. Praha 1967
- Základy sociálně etické orientace církve československé husitské. Praha 1983
- Grundlagen der sozialethischen Orientirung der Tschechoslowakischen Hussitischen Kirche. Praha 1985
- Křesťanské ženy z Československa zvou ke Světovému dni modliteb 2. března 1990. Praha 1989

### Sborníky
- Sociálně teologická problematika v díle Husově, in: Miloslav Kaňák (ed.), Hus stále živý. Praha 1966
- Církev v proměnách, in: Miloslav Kaňák (ed.), Padesát let Československé církve. Praha 1970
- Člověk a příroda, in: Milan Salajka (ed.), Theologie angažované církve. Praha 1979

### Studie, eseje a články
- Vycházely v dvouměsíčníku Náboženská revue církve československé a jejích přílohách Svoboda svědomí a Jednota (později Theologická revue CČSH), v kalendáři Blahoslav a hojně v týdeníku Český zápas. K dodnes aktuálním studiím otištěným v Náboženské revui (NR) a Theologické revui (TR) patří zejména tyto stati:
- K biblickým základům křesťanského společenství. NR 24/6, 1953, s. 1–6
- Činná obec a organisace práce v ní. NR (příloha Jednota), 26/2, 1955, s. 20–26
- Autorita církve a v církvi : K 70. narozeninám F. Kováře. NR 29/4, 1958, s. 158–169
- Základní problémy sociální theologie a její pomoc církvi. NR 31/5, 1960, s. 200–213
- Úkoly církve v období vědy a techniky. NR 32/6, 1961, s. 264–277
- Církev a společnost. NR 37/3, 1966, s. 76–81, str. 97–102, s. 174–176
- Církev na rozcestí. TR 1/2, 1968, s. 33–45
- Křesťané, víra a náboženství v pohledu sociologie. TR 1/3–4, 1968, s. 109–115
- Problémy věd o člověku. TR 3/1, 1970, s. 14–18; TR 7/5, 1974, s. 140–14; TR 7/6, 1974, s. 167–168
- Malé jubileum v evropské ekumeně : K 15. výročí Konference evropských církví. TR 7/3, 1974, s. 77–82
- Žena v měnícím se světě : K mezinárodnímu roku ženy. TR 8/4, 1975, s. 93–102
- Význam poznání a lásky v životě člověka. TR 9/5, 1976, s. 131–136, 183–185
- Křesťanská existence v proměnách společnosti. TR 11/3, 1978, s. 74–82
- Mravní a společenské důsledky víry. TR 12/2, 1979, s. 48–60
- Motivace přístupu CČSH ke společenské problematice. TR 13 / 5, 1980, s. 133–139, 161–166
- Člověk – bytost jako otázka. TR 16/2, 1983, s. 40–50
- Řád křesťanského života v současných podmínkách. TR 20/5, 1987, s. 130–142